# Kanton Aubagne-Est
Kanton Aubagne-Est is een voormalig kanton van het Franse departement Bouches-du-Rhône. Het kanton maakte deel uit van het arrondissement Marseille. Het werd opgeheven bij decreet van 27 februari 2014, met uitwerking op 22 maart 2015. Met uitzondering van Aubagne zelf, werden alle gemeenten overgedragen aan het kanton La Ciotat.

## Gemeenten
Het kanton Aubagne-Est omvatte de volgende gemeenten:
- Aubagne (deels, hoofdplaats)
- Carnoux-en-Provence
- Cassis
- Cuges-les-Pins
- Gémenos
- Roquefort-la-Bédoule